# جبهه آزادی‌بخش زمین

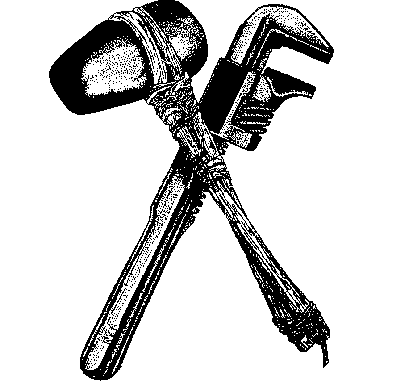
جبهه آزادی‌بخش زمین

جبهه آزادی‌بخش زمین (به انگلیسی: Earth Liberation Front) (به اختصار ELF) به تشکلی با ساختار خودگردان و غیر متمرکز گفته می‌شود که با هدف توقف استثمار کره زمین و تخریب محیط زیست، دست به خرابکاری اقتصادی و عملیات شبه نظامی می‌زنند.

## تاریخچه
ELF در سال ۱۹۹۲ در برایتون انگلستان تأسیس شد. دو سال بعد در ۱۹۹۴ ELF فعالیت خود در سراسر اروپا گسترش داد. در حال حاضر جبهه آزادی‌بخش زمین به عنوان یک جنبش بین‌المللی شناخته می‌شود که در ۱۷ کشور دست به عملیات زده‌است. بسیاری بر این باورند که ELF و جبهه ی آزادی‌بخش حیوانات به دلیل همکاری‌ها و توافق بر اصل مقاومت بدون رهبری بخشی از یک حرکت مشترک به حساب می‌آیند. طرفداران ELF معتقدند که این گروه یک دفاع زیست‌محیطی است که با ایجاد خسارت در اموال شرکت‌هایی که فعالیت آن‌ها به محیط زیست آسیب وارد می‌کند، انگیزهٔ سود دهی به واسطهٔ تخریب محیط زیست را از این‌گونه شرکت‌ها می‌گیرد.

## اتهامات تروریستی
ایالات متحده آمریکا ELF را در ردیف تهدیدات تروریستی داخلی جای داده‌است و اعضای آن به عنوان اکو-تروریست معرفی می‌شوند. بواسطه همپوشانی نظری، همکاری‌های گسترده‌ای فی‌مابین جبهه آزادی‌بخش زمین و جبهه آزادی‌بخش حیوانات مستند شده‌است. در ۲۰ ژانویهٔ سال ۲۰۰۶ طی عملیات بک فایر، قوهٔ قضاییهٔ ایالات متحده، ۹ فعال آمریکایی و ۲ فعال کانادایی را که گروه خود را خانواده می‌نامیدند، به جرم شرکت در عمل مستقیم تحت پوشش جبههٔ آزادی‌بخش حیوانات و جبههٔ آزادی‌بخش زمین محکوم کرد. قوهٔ قضاییه این اقدامات را تروریسم داخلی نامید. فعالان محیط زیست و مدافعان حقوق حیوانات این اقدامات را تهدید سبز می‌نامند. این اقدامات شامل ایجاد آتش‌سوزی در کارخانجات تولید گوشت، کارخانجات تولید الوار، یک ایستگاه برق فشار قوی و یک پیست اسکی در ایالات اورگان، وایومینگ، واشینگتن، کالیفرنیا و کلرادو (بین سال‌های ۱۹۹۶ تا ۲۰۰۱) می‌شد.

## در رسانه‌ها
فیلم چنانچه درختی فرو افتد: حکایت جبهه آزادی‌بخش زمین (به انگلیسی: If a Tree Falls: A Story of the Earth Liberation Front) به عنوان نامزد دریافت جایزه اسکار سال ۲۰۱۱ در بخش فیلم مستند شناخته شد.